# Klym Ivanovyč Čurjumov
Klym Ivanovyč Čurjumov in ucraino Клим Іванович Чурюмов – Klim Ivanovič Čurjumov – e in russo Клим Иванович Чурюмов – Klim Ivanovič Čurjumov, (Mykolaïv, 19 febbraio 1937 – Charkiv, 14 ottobre 2016) è stato un astronomo ucraino, noto per aver scoperto la cometa 67P/Churyumov-Gerasimenko assieme a Svetlana Ivanovna Gerasimenko grazie all'analisi di una fotografia scattata da quest'ultima l'11 settembre 1969 presso l'Istituto di Astrofisica di Alma-Ata, mentre stava effettuando studi su di un'altra cometa, ovvero la 32P/Comas Solá.
Studiò presso l'Accademia nazionale delle scienze dell'Ucraina di Kiev, nel 1998 diventò professore all'Università nazionale Taras Ševčenko di Kiev, lavorando presso l'Osservatorio Astronomico.

## Biografia
Era il quarto di otto figli di Ivan Ivanovič Čuriumov e Antonina Michajlovna Churyumova (n. 1907). Suo padre fu dichiarato morto durante la seconda guerra mondiale nel 1942
Nel 1949 la famiglia di Churyumov si trasferì da Mykolaïv a Kiev. Dopo la settima elementare, entrò al Kyiv Railway College, laureandosi con lode nel 1955. Ricevette una raccomandazione per l'ammissione all'istruzione superiore.
Entrò a far parte del Dipartimento di Fisica dell'Università Statale di Kiev. Durante il suo terzo anno di studi, fu deluso di essere assegnato alla facoltà di ottica, invece che di fisica teorica. Tuttavia, continuò a frequentare lezioni di fisica teorica, anche se le autorità disapprovavano, e alla fine fu trasferito alla facoltà di astronomia, dove c'erano posti vacanti.
Dopo la laurea nel 1960, fu inviato alla stazione geofisica polare di Tiksi Bay nella RSSA della Jakuzia. Lì studiò l'aurora, le correnti terrestri e la ionosfera.
Nel 1962 tornò a Kiev e andò a lavorare presso lo stabilimento "Arsenal", dove partecipò allo sviluppo di componenti ottici per i programmi militari e spaziali sovietici.
Dopo aver terminato gli studi post-laurea presso l'Università Statale di Kiev (specializzazione in "astrofisica", sotto la supervisione del professor Sergej Vsekhsvyatskij), continuò a lavorare come Fellow presso il Dipartimento di Astronomia dell'università.
Come parte del suo lavoro osservò le comete presso l'osservatorio astronomico dell'Università di Kiev nel villaggio di Lisniki (nell'Oblast' di Kiev) e durante spedizioni astronomiche negli altopiani dell'Asia centrale, nel Caucaso, in Siberia, nel Primorsky Krai, in Chukotka e Kamchatka.
Nel 1969 l'Università attrezzò una spedizione di tre persone, tra cui Churyumov e Svetlana Gerasimenko, per la sorveglianza delle comete periodiche nell'osservatorio astrofisico di Alma-Ata, parte di quello che oggi è l'Istituto Astrofisico Fesenkov.
Nel 1972 difese il suo primo diploma scientifico post-laurea con la tesi "Studi sulle comete Ikeya-Seki (1967n), Honda (1968c), Tago-Sato-Kosaka (1969g) e sulla nuova cometa periodica Churyumov-Gerasimenko da osservazioni fotografiche". Nel 1993 discusse la sua tesi di dottorato su "Processi fisici evolutivi nelle comete" presso l'Istituto di Ricerca Spaziale della RAS (Mosca).
A partire dal 1998 Churyumov è stato professore all'Università Nazionale Taras Shevchenko di Kiev. Nel gennaio 2004 fu nominato direttore del centro educativo Kyiv Planetarium.
Churyumov morì nella notte tra il 13 e il 14 ottobre 2016 in ospedale a Kharkiv.

## Onorificenze

### Premi
- Ordine del Merito (Ucraina) nel 2009

### Prende il nome da lui
- Cometa periodica 67P/Churyumov-Gerasimenko
- Cometa non periodica C/1986 N1 Churyumov–Solodovnikov[8]
- Asteroide 2627 Churyumov
- Minor planet 3942 Churivannia fu trovato e chiamato così da Nikolai Chernykh in onore dei due Ivan Ivanovich Churyumov, fratello e padre di Klim Churyumov[9]
- Minor planet 6646 Churanta è stato trovato e chiamato da Eleanor F. Helin in onore della madre di Churyumov.[10]
- Nel dicembre 2022 una strada di Kiev, in Ucraina, è stata intitolata a Churyumov.[11]